# في (مجلة)
في أو ڤي (بالإنجليزية: V)‏ هي مجلة موضة أمريكية، تصدر منذ عام 1999. تُطبع المجلة موسميًا، وتُسلط الضوء على أحدث صيحات الموضة والأفلام والموسيقى والفن.

## التاريخ
أُطلقت مجلة ڤي، في سبتمبر 1999، كإصدار شقيق لمجلة فيتشنير الفصلية محدودة الإصدار. تُصدر مجلة ڤي، ستة أعداد سنويًا، عدد لكل مجموعة موسمية حالية: الربيع، الربيع/الصيف، الصيف، معاينة الخريف، الخريف، والشتاء. بلغ عدد قراء المجلة 315,000 قارئ اعتبارًا من عام 2010.
يرأس تحرير مجلة ڤي، ستيفن جان، وتتميز الاعداد بأزياء عالمية جديدة تعرض من خلال جلسات التصوير والافتتاحيات التي تركز بشكل أكثر تحديدًا على الفن والأفلام والموسيقى والأزياء. اشتهرت مجلة ڤي بأسلوبها المبتكر والتقدمي، بالإضافة إلى تقاريرها عن الشخصيات الثقافية وثقافة الشباب العالمية. من ابرز المساهمون السابقون في المجلة كارل لاغرفيلد وهادي سليمان. وشملت موضوعات المقابلات جوان ديديون وسلمان رشدي وروبرت ألتمان وبروك شيلدز ونورمان ميلر. تشمل أيقونات الموضة والأفلام والموسيقى والفن التي تزين الغلاف مادونا وكيتي بيري وماريا كاري وريانا وناعومي كامبل وبراد بيت وبريتني سبيرز وديفيد بوي وليدي غاغا.
في عام 2005، نشرت شركتا 7إل وستيدل كتاب "أفضل مجلة ڤي: خمس سنوات"، الذي يوثق السنوات الخمس الأولى من إصدار المجلة. يتضمن الكتاب مقالات عن الموضة، وصورًا، ومقابلات، وغيرها من السنوات الخمس الأولى لمجلة ڤي.
في عام 2016، تمت دعوة ليدي غاغا لتكون محررة ضيفة لمجلة ڤي في عددها 99، والذي يضم ستة عشر غلافًا مختلفًا وهو رقم قياسي.
في مارس 2016، أُعلن عن اختيار بريتني سبيرز لتظهر على غلاف المجلة في عددها رقم 100. قامت سبيرز بتصوير ثلاثة أغلفة مختلفة للعدد المميز مع المصور ماريو تيستينو.
في أغسطس 2019، أُعلن عن اختيار المغنية وكاتبة الأغاني الأمريكية بيلي إيليش لتظهر في عدد الذكرى العشرين للمجلة، حيث أجرى فاريل ويليامز مقابلة معها.
في أبريل 2020، أصدرت مجلة ڤي إصدارها "سوبرموديل سمر"، واختارت 15 من أحدث عارضات الأزياء لتزيين الغلاف، بما في ذلك كايا غيربر، وغريس إليزابيث، وأدوت أكيش، وليلا موس، وغيرهن.
في يوليو 2020، تعاونت عارضة الأزياء الأمريكية جيجي حديد مع مجلة ڤي. لإصدار كتاب فني محدود الإصدار بعنوان "مذكرات جيجي: الجزء الثاني"، والذي يضم 32 عملاً فنياً حصرياً من جميع أنحاء العالم، مستمدة من أكثر من 20,000 عمل فني مُقدم، تعكس تجارب الحجر الصحي خلال جائحة فيروس كورونا وعودة حركة "حياة السود مهمة". تضمن الكتاب غلافاً فنياً مرسوماً يدوياً من تصميم جيجي حديد، ومساهمات مكتوبة من قادة حركة العدالة العرقية.
في نوفمبر 2020، وقبل الانتخابات الأمريكية، أصدرت مجلة ڤي العدد 127: "قادة الفكر"، والذي ضم 45 شخصية مثل بيلا حديد وماريا كاري وتايلور سويفت وكريس إيفانز وجيدن سميث وجينيفر لورنس وغيرهم. وقد تم تصوير العدد بالكامل من قبل الثنائي الهولندي في مجال تصوير الأزياء إينيز فان لامسويردي وفينود ماتادين، وتنوعت الشخصيات التي ظهرت في العدد بين الثقافة والفن والسياسة، مخاطبةً الشعب الأمريكي لممارسة حقه في التصويت. كما قدم الجزء الثاني من مبادرة التصويت عشرة شخصيات إضافية مثل هايلي بيبر وجون لجند ولي دانييلز وليلى ألدريدج، وغيرهم، على أغلفة رقمية لتشجيع الأمريكيين على التصويت في انتخابات الإعادة لمجلس الشيوخ في جورجيا.
في أبريل 2021، تعاونت مجلة ڤي مع دار الأزياء الفرنسية شانيل لإنشاء كتاب فني محدود الإصدار بعنوان "كتاب شانيل" ، يضم نجوم الغلاف : ليلي روز ديب، وجيني، ومارغو روبي. صُوّر هذا الكتاب بالكامل بعدسة المصورين إينيز فان لامسويردي وفينود ماتادين في لوس أنجلوس، ونيويورك، والمكسيك، وعبر الإنترنت في كوريا الجنوبية، وتألق فيه مزيج من المواهب من عالم الموضة والموسيقى والفن والأدب والسياسة، حيث ارتدوا جميعًا مجموعة شانيل الجاهزة لربيع وصيف 2021.
في مايو 2021، أعادت مجلة ڤي إحياء القسم الإسباني المتوقف عن العمل، رقميًا، بإصدار رقمي واحد على موقعها الإلكتروني. وقد صدر العدد الرقمي مجانًا على موقعها الإلكتروني، بمشاركة طاقم مسلسل ڤينينو الإسباني.
في يونيو 2021، تعاونت مجلة ڤي مع العلامة الإسبانية لويس جينز لإنتاج مجموعة من الجينز المصنوع بشكل مستدام وقدمت المجموعة على غلاف العدد 131 مع شخصيات مثل إميلي راتاجكوسكي وآشلي غراهام وهيلي بالدوين وإيلين جو، وغيرهم.
في أكتوبر 2021، اختيرت المغنية والممثلة الأمريكية مادونا لتظهر على غلاف مجلة ڤي، العدد الشتوي رفم 133، وتكريماً لمارلين مونرو نشرت صورة "الجلسة الأخيرة" لبيرن ستيرن، التي التقطها ستيفن كلاين. وأصبح هذا العدد من أسرع أعداد المجلة مبيعًا.
في مايو 2022، عادت عارضة الأزياء البرازيلية جيزيل بوندشين رسميًا إلى عرض الأزياء على غلاف العدد الصيفي رقم 136 من مجلة ڤي.
على مر السنين، واصلت المجلة توسيع نطاقها المطبوع والرقمي. بالإضافة إلى إصدارات الطباعة الثنائية الشهرية، أصدرت مجلة ڤي تقويمات شهرية بإصدار محدود، تم إنشاؤها بالتعاون مع دور الأزياء. تعاونت المجلة مع دار الأزياء الباريسية الفاخرة Au Depart لإنتاج مجلة منقوشة بأحرف أولية، تُباع حصريًا على موقع متجر ڤي. كما أطلقت المجلة أول بودكاست لها في عام 2021، والذي يركز على مفهوم جعل ضيوفهم المشاهير يتواصلون مع متخصص في مجال اهتمام من اختيار الضيف. انضم إلى البودكاست بعض من أكبر الأسماء في عالم الموسيقى والموضة والإنترنت مثل ماديسون بير وفينيس أوكونيل وكينغ برينسيس وإيما شامبرلين ونيكول ريتشي وتيناشي وبانكس و24كي غولدن، والمزيد.

## روابط خارجية
- الموقع الرسمي